# Arzignano Grifo Calcio a 5 2003-2004
Questa pagina raccoglie i dati riguardanti l'Arzignano Grifo Calcio a 5, squadra di calcio a 5 militante in serie A, nelle competizioni ufficiali del 2003-2004.

## Organico

### Prima squadra[1]
| N° | Naz.                                   | Ruolo | Sportivo         | Anno     |  |  |
| -- | -------------------------------------- | ----- | ---------------- | -------- |  |  |
| ?  | Italia (bandiera)                      | PIV   | Fabrizio Amoroso | 20.11.80 |  |  |
| ?  | Italia (bandiera)                      | DIF   | Sandro Bonanno   | 07.01.78 |  |  |
| ?  | Brasile (bandiera)                     | DIF   | Márcio Brancher  | 21.05.67 |  |  |
| ?  | Croazia (bandiera)                     | DIF   | Matija Đulvat    | 22.02.76 |  |  |
| ?  | Brasile (bandiera) · Italia (bandiera) | POR   | Caio Farinha     | 28.05.73 |  |  |
| ?  | Brasile (bandiera) · Italia (bandiera) | LAT   | Adriano Foglia   | 25.04.81 |  |  |
| ?  | Italia (bandiera)                      | PIV   | Roberto Ghiotto  | 21.12.75 |  |  |
| ?  | Italia (bandiera)                      | LAT   | Andrea Licciardi | 01.11.82 |  |  |
| ?  | Brasile (bandiera) · Italia (bandiera) | UNI   | Luciano Mendes   | 24.12.81 |  |  |
| ?  | Argentina (bandiera)                   | LAT   | Pablo Ranieri    | 23.12.78 |  |  |
| ?  | Brasile (bandiera)                     | LAT   | Sandrinho        | 15.06.73 |  |  |

### Under-21
| N° | Naz.               | Ruolo | Sportivo          | Anno     |  |  |
| -- | ------------------ | ----- | ----------------- | -------- |  |  |
| ?  | Brasile (bandiera) | UNI   | Diogo Azevedo     | 02.06.83 |  |  |
| ?  | Brasile (bandiera) | LAT   | Fábio Bachega     | 04.07.83 |  |  |
| ?  | Brasile (bandiera) | POR   | Eduardo Bragaglia | 25.01.85 |  |  |
| ?  | Italia (bandiera)  | DIF   | Alberto Dal Cason | 03.09.85 |  |  |
| ?  | Italia (bandiera)  | LAT   | Giulio Gollin     | 14.11.83 |  |  |
| ?  | Italia (bandiera)  | POR   | Fabio Rammairone  | 11.02.86 |  |  |